# Американа
«Американа» (англ. Amerikana) — фільм американського режисера, сценариста, продюсера та актора Джеймса Мерендіно, знятий у 2001 році. Світова прем'єра стрічки відбулася 15 травня 2007 року в США.

## Сюжет
Роуд-муві про двох друзів, яким вже давно за двадцять, — Кріса та Пітера. Один — неймовірний ідеаліст і оптиміст, а інший — цинік і нігіліст. Подорожуючи Америкою, вони бачать свою країну різними очима. Кріс має великі сподівання та романтичні уявлення про Америку. Пітер бачить порожнечу Америки з втраченими ідеалами і загиблими людьми. Поки вони не виявлять ідентичності Америки під час своєї дорожньої поїздки, вони не зможуть знайти себе.

## У ролях
- Майкл А. Ґурджіан — Пітер
- Джеймс Дювал — Кріс
- Тара Аґасе — Лорі
- Креґ Вальц — Аарон
- Рей Діґан — Рей
- Морґан Вуковіч — Сіссе
- Шарлотт Мальмлоф — Дівчина Лорі
- Джефф Вільямсон — Абе Лінкольн
- Жуль Троде — Офіціантка
- Кевін Одом — Червона Шия
- Вік Вотерленд — Ковбой
- Рубі Ґофф — Ковбой

## Цікаві факти
- Фільм є тринадцятим, що був відзнятий у рамках руху «Догма 95»